# Salomy Jane (1914)

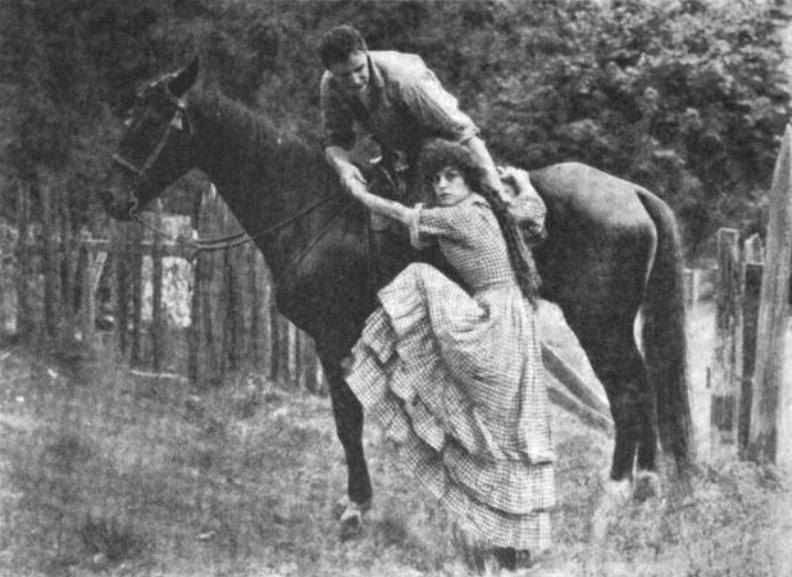
House Peters en Beatriz Michelena in Salomy Jane

Salomy Jane is een Amerikaanse stomme film uit 1914, gebaseerd op de novelle "Salomy Jane's Kiss" van Bret Harte en het daarop gebaseerde toneelstuk Salomy Jane van Paul Armstrong. De hoofdrollen worden vertolkt door Beatriz Michelena en House Peters.

## Verhaal
Madison Clay en zijn dochter, Salomy Jane, reizen van Kentucky naar Hangton in de hoop goud te vinden in Californië. Salomy, die de hoofden van alle mannen in het mijnstadje op hol brengt, is verliefd op Rufe Waters en vraagt hem daarom om Baldwin uit de weg te ruimen, een bruut die haar heeft beledigd. Wanneer Baldwin echter vermoord wordt door "The Man", een mysterieuze vreemdeling wiens zus door Baldwin werd verleid, gaat Waters met de eer lopen.
Na een overval worden "Red Pete" Heath en de vreemdeling, waarvan gedacht wordt dat hij de handlanger van Heath is, gearresteerd en ter dood veroordeeld. Wanneer Heath vlak voor zijn executie bekent dat zijn echte handlanger vlak na de overval is omgekomen, staat de vreemdeling op punt om vrijgelaten te worden totdat Waters hem aanwijst als de moordenaar van Baldwin.
Salomy, geschokt door de misleiding van Waters, heeft medelijden met de vreemdeling en helpt hem te ontsnappen. Samen met haar vader en de vreemdeling rijdt ze een nieuw leven tegemoet.

## Rolverdeling
| Acteur             | Personage                          | Opmerkingen          |
| ------------------ | ---------------------------------- | -------------------- |
| Beatriz Michelena  | Salomy Jane                        |                      |
| House Peters       | The Man                            |                      |
| William Pike       | "Red Pete" Heath                   |                      |
| Clara Beyers       | Mrs Heath                          | als Clara Byers      |
| Lorraine Levy      | Anna May                           |                      |
| Loretta Ephran     | Mary Ann                           |                      |
| Walter Williams    | Willie Smith                       |                      |
| Demetrios Mitsoras | Gallagher                          |                      |
| Andrew Robson      | Yuba Bill                          |                      |
| Matt B. Snyder     | Madison Clay                       |                      |
| Harold B. Meade    | Baldwin                            |                      |
| Clarence Arper     | Colonel Starbottle                 |                      |
| Harold Entwistle   | Larabee                            |                      |
| Fred Snook         | Seth Low                           |                      |
| Ernest Joy         | Marbury                            |                      |
| William Nigh       | Rufe Waters                        |                      |
| Jack Holt          | Cowboy in saloon playing solitaire | (niet op aftiteling) |

## Trivia
- Salomy Jane was de eerste film van California Motion Picture Corporation (CMPC) en tevens het filmdebuut van toneelactrice en zangeres Beatriz Michelena. George E. Middleton zag in zijn Latijns-Amerikaanse vrouw een concurrent van Mary Pickford als een vooraanstaande filmster, elke CMPC-productie was bedoeld als een Michelena-vehikel.
- Door een studiobrand in 1931 in San Rafael (Californië) werd gedacht dat alle films van California Motion Picture Corporation en Beatrice Michelena Studio verloren gegaan waren.[3][4] In 1996 werd echter een intacte kopie van de film gevonden in Australië, die sindsdien bewaard wordt in de Library of Congress.[4] In 2008 kwamen er nieuwe 35mm-afdrukken in beperkte oplage in omloop.[5] De gerestaureerde versie van de film werd in 2011 uitgebracht op dvd. Het is de enige bekende overgebleven stomme film van actrice Beatriz Michelena en California Motion Picture Corporation.
- Salomy Jane was het acteerdebuut van Jack Holt. In deze film werkte hij als stuntman, maar later zou hij een bekende acteur worden in Hollywood in zowel stomme als geluidsfilm.

## Remakes
Er werden twee remakes van de film gemaakt: in 1923 als Salomy Jane, een stomme film met Jacqueline Logan in de hoofdrol en in 1932 als Wild Girl met Joan Bennett in de hoofdrol.